# Alicia Cebrián
Alicia Cebrián Martínez de Lagos (Santa Cruz de Tenerife, 3 de febrero de 1983) es una deportista española que compitió en vela en la clase Laser Radial.
Ganó tres medallas en el Campeonato Europeo de Laser Radial entre los años 2011 y 2015. Participó en dos Juegos Olímpicos de Verano, ocupando el 11.º lugar en Londres 2012 y el 17.º en Río de Janeiro 2016.

## Palmarés internacional
| \| Campeonato Europeo \| Campeonato Europeo \| Campeonato Europeo \| Campeonato Europeo \| \| Año \| Lugar \| Medalla \| Clase \| \| ------------------ \| --------------------- \| ------------------ \| ------------------ \| \| 2011 \| Helsinki ( Finlandia) \| Medalla de bronce \| Laser Radial \| \| 2012 \| Hourtin ( Francia) \| Medalla de oro \| Laser Radial \| \| 2015 \| Aarhus ( Dinamarca) \| Medalla de plata \| Laser Radial \| |                       |                   |              |
| Campeonato Europeo |                       |                   |              |
| Año | Lugar                 | Medalla           | Clase        |
| 2011 | Helsinki ( Finlandia) | Medalla de bronce | Laser Radial |
| 2012 | Hourtin ( Francia)    | Medalla de oro    | Laser Radial |
| 2015 | Aarhus ( Dinamarca)   | Medalla de plata  | Laser Radial |